# Viareds sommarstad
Viareds sommarstad var en av SCB avgränsad och namnsatt småort i Borås kommun i Västra Götalands län som omfattar bebyggelse norr om riksväg 40 och söder om Viaredssjön i Torpa socken väster om Borås. Området omfattar främst ett kolonistugeområde med 124 stugor, de flesta byggda under slutet av 1950-talet och under 1960-talet, men också andra nu permanent bebodda hus omkring koloniområdet. 2015 klassades bebyggelsen som en del av tätorten Sandared, Sjömarken och Viared.